# Mezquita de Shah Jahan
La mezquita de Shah Jahan (en sindhi: شاھجھان مسجد ٺٽو‎; en urdu: شاہجہاں مسجد، ٹھٹھہ‎), es una importante mezquita de Pakistán erigida durante el reinado del emperador mogol Shah Jahan en Thatta (ahora provincia de Sind). Es uno de los atractivos turísticos más importantes de la ciudad ya que es una muestra de la arquitectura mogol y a la vez, una de las mezquitas más bellas del país. 

## Historia
La mezquita fue construida durante el reinado del emperador mogol Shah Jahan, como un regalo al pueblo de Sind por la hospitalidad amable y cálida de la gente de Thatta. El nombre del arquitecto y el gestor de la construcción que trabajaronn sobre el terreno no son conocidos. La mezquita fue restaurada en varias ocasiones,- la última vez en los años 1960 y 1970.
El 14 de diciembre de 1993 la «Shah Jahan Mosque, Thatta» fue inscrita en la Lista Indicativa de Pakistán —paso previo a ser declarado Patrimonio de la Humanidad—, en la categoría de bien cultural (n.º ref.1286).

La mezquita, una robusta edificación de ladrillo de construcción sencilla construida sobre un zócalo de piedra, con pesados pilares cuadrados y paredes macizas, se centra alrededor de un patio 169'x 97'. La cámara de oración es de un tamaño similar. Ambos están cubiertos por grandes cúpulas. En el norte y sur dos galerías aisladas se abren por medio de arcadas al patio. Noventa y tres cúpulas cubren la edificación entera, y son probablemente la causa de un eco notable, que permite que las oraciones delante del Mibrab se oigan en cualquier parte del edificio. La mezquita tiene la más elaborada muestra de azulejos en el subcontinente indo-pakistaní. Las dos cámaras principales, en particular, están enteramente cubiertas con ellas. Sus cúpulas han sido exquisitamente decoradas con un mosaico de radiantes azulejos azules y blancos. Los elegantes patrones florales, al igual que el trabajo Kashi del siglo XVII de Irán, adornan las enjutas de los arcos principales y en otros lugares diseños geométricos en azulejos cuadrados se disponen en una serie de paneles.
The mosque, a heavy brick structure of simple construction built upon a stone plinth, with heavy square pillars and massive walls, is centered around a courtyard 169' × 97'. The prayer chamber is of a similar size. Both are covered by large domes. On the north and south two aisled galleries open by means of arcades onto the courtyard. Ninety three domes cover the entire structure, and are probably the cause of a remarkable echo, which enables the prayers in front of the Mibrab to be heard in any part of the building. The mosque contains the most elaborate display of tile-work in the Indo-Pakistan sub-continent. The two main chambers, in particular, are entirely covered with them. Their domes have been exquisitely laid with a mosaic of radiating blue and white tiles. Stylish floral patterns, akin the seventeenth century Kashi work of Iran, decorate the spandrels of the main arches and elsewhere geometrical designs on square tiles are disposed in a series of panels.
Entrada «Shah Jahan Mosque, Thatta», en el sitio del UNESCO World Heritage Centre (traducción propia)

## Arquitectura
Es una mezquita única ya que no tiene minaretes aunque tiene un asombroso número de cúpulas, 93 domos, el más alto de cualquier edificación en Pakistán. A diferencia de otras edificacaciones de la era mogol, tampoco tiene arenisca rosada. Se hizo con materiales de áreas del Sunday como Hala (de donde se importaron los ladrillos). ÑLas dimensiones exteriores de la mezquita son de 105 × 30 m.
La mezquita fue construida con la acústica en mente: una persona que habla en un extremo de la cúpula se puede oír desde el otro extremo cuando el discurso supera los 100 decibelios.

## Galería de imágenes

Vistas exteriores
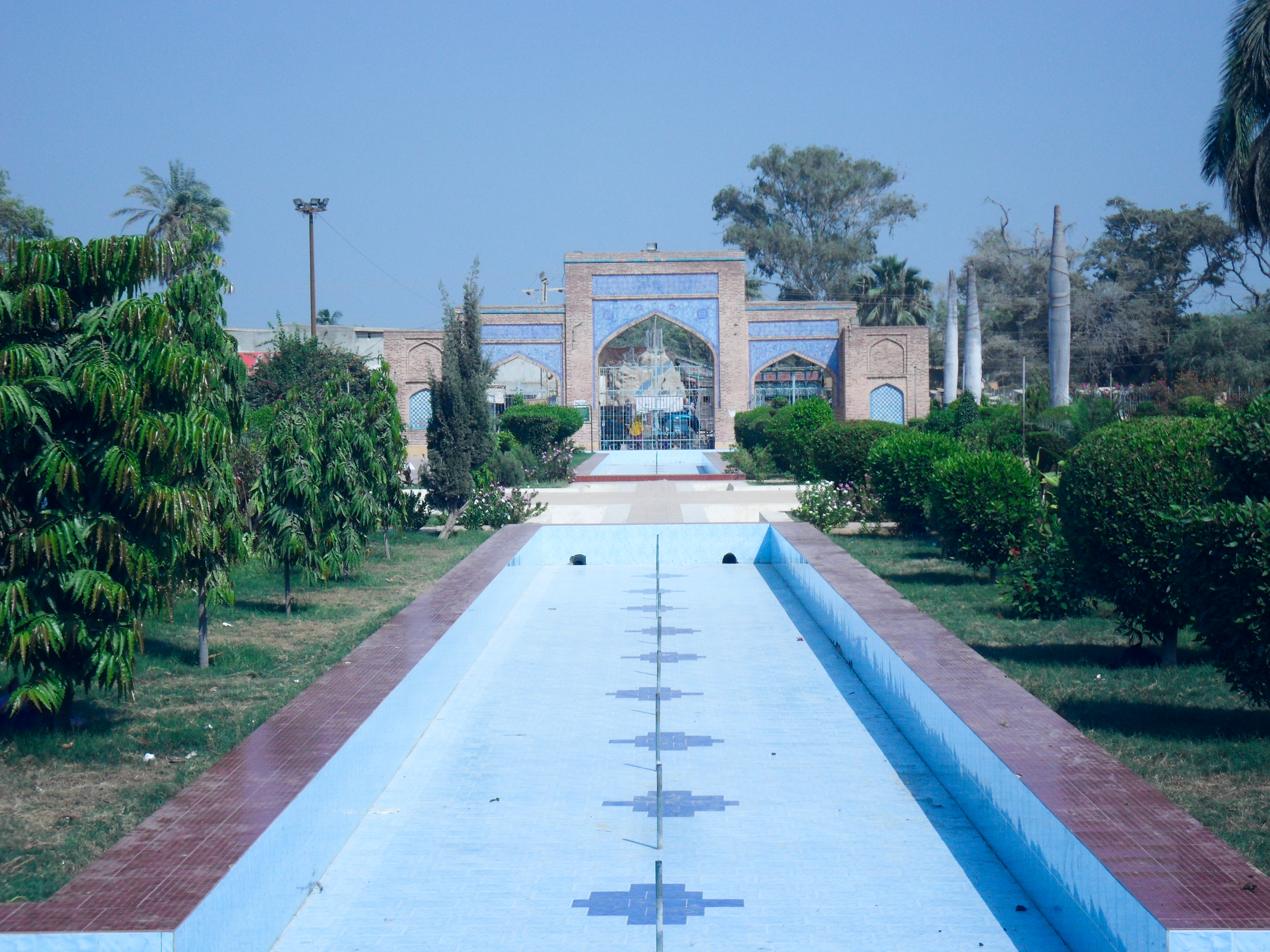
Entrada principal
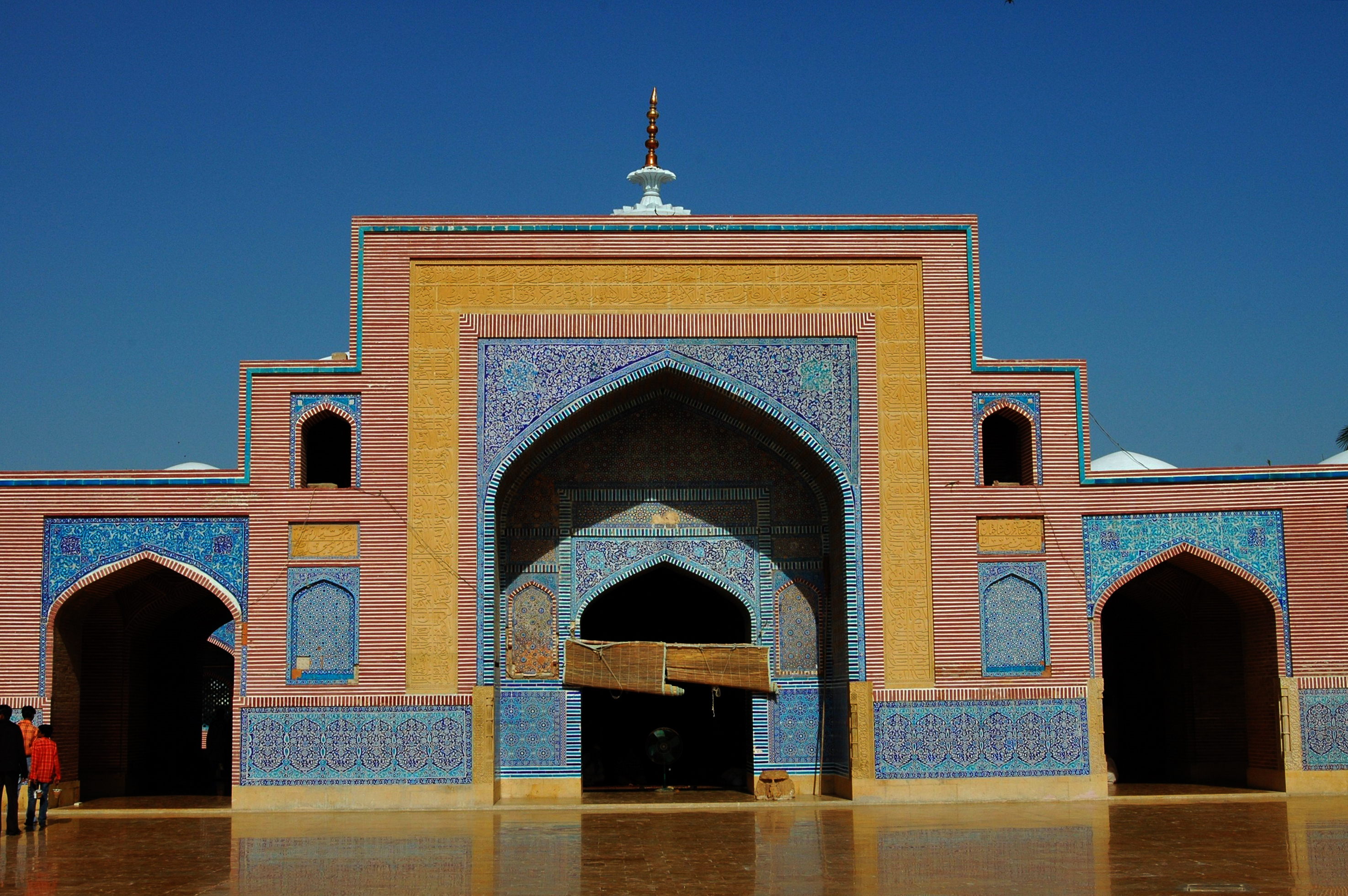
Fachada de la mezquita
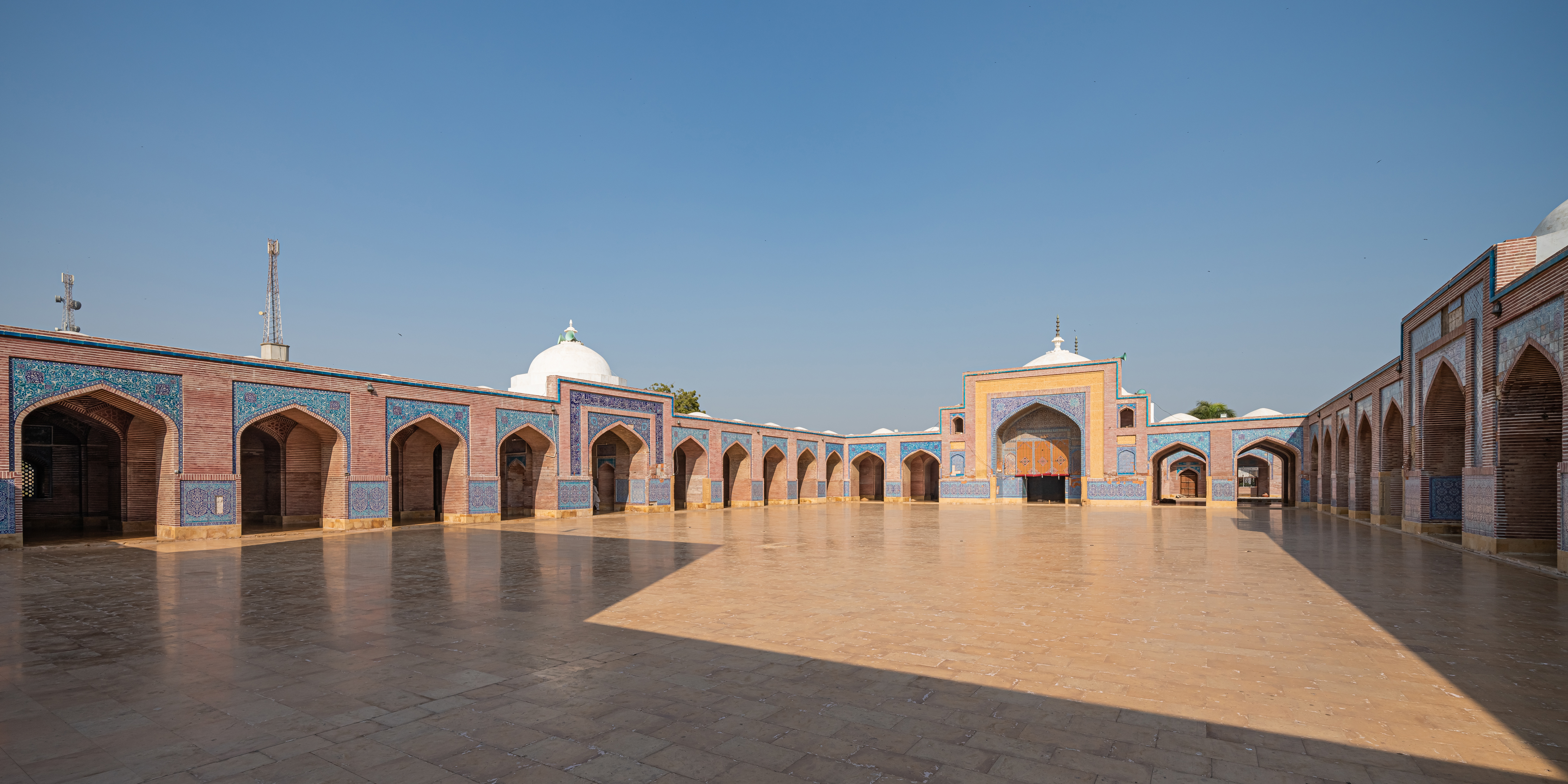
Uno de los lados del patio
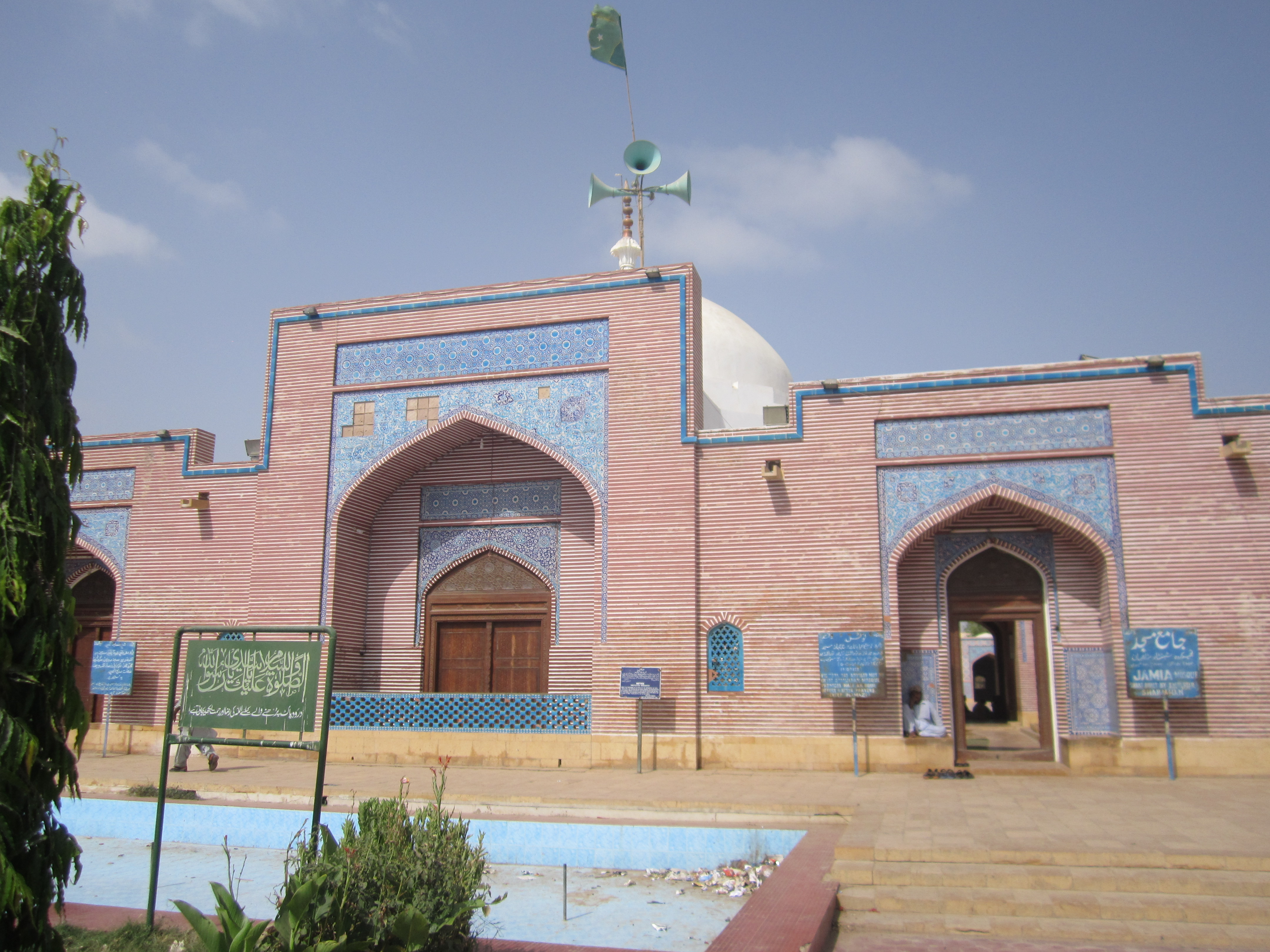
Exterior de la mezquita

Vistas del interior
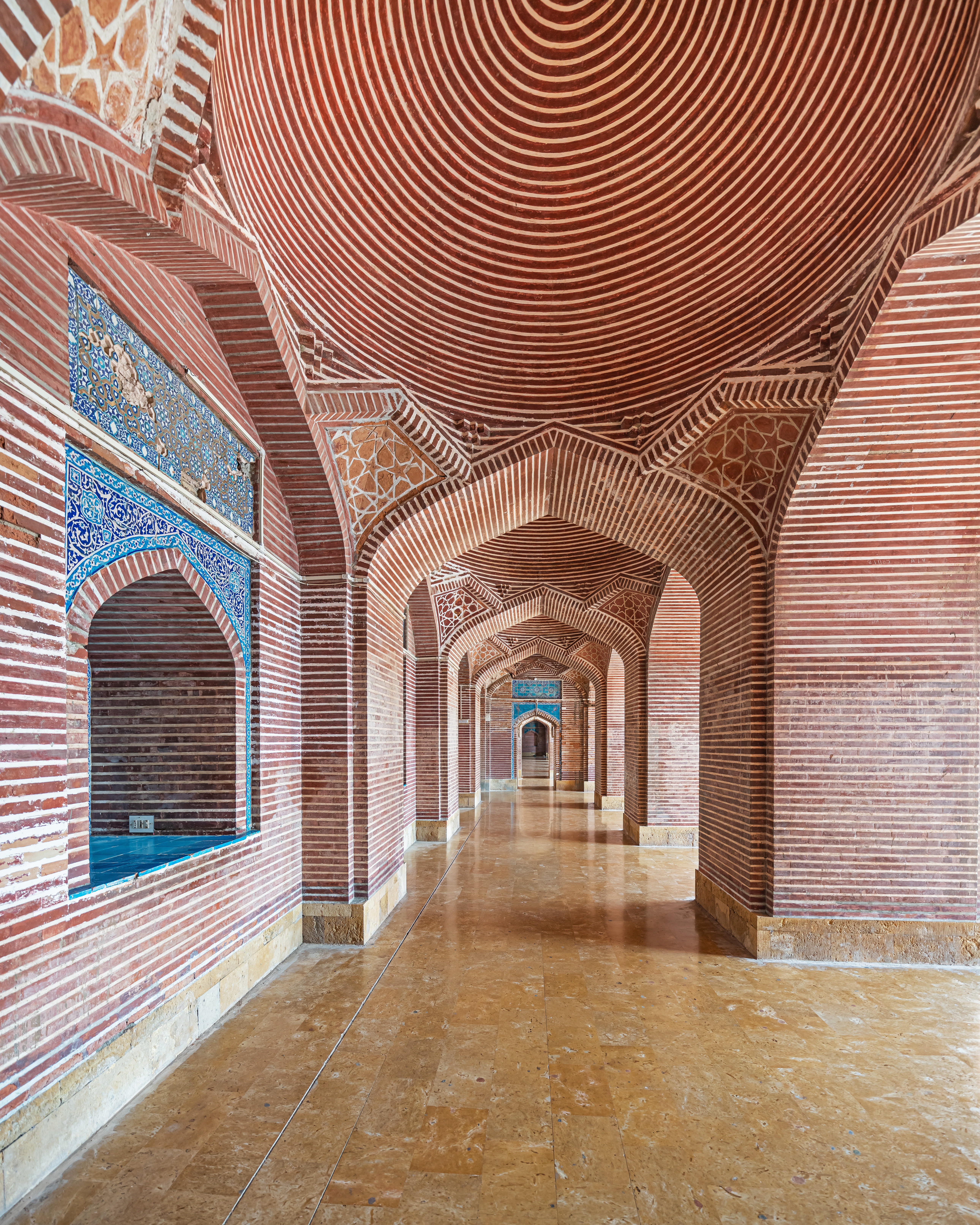
Pasillo lateral
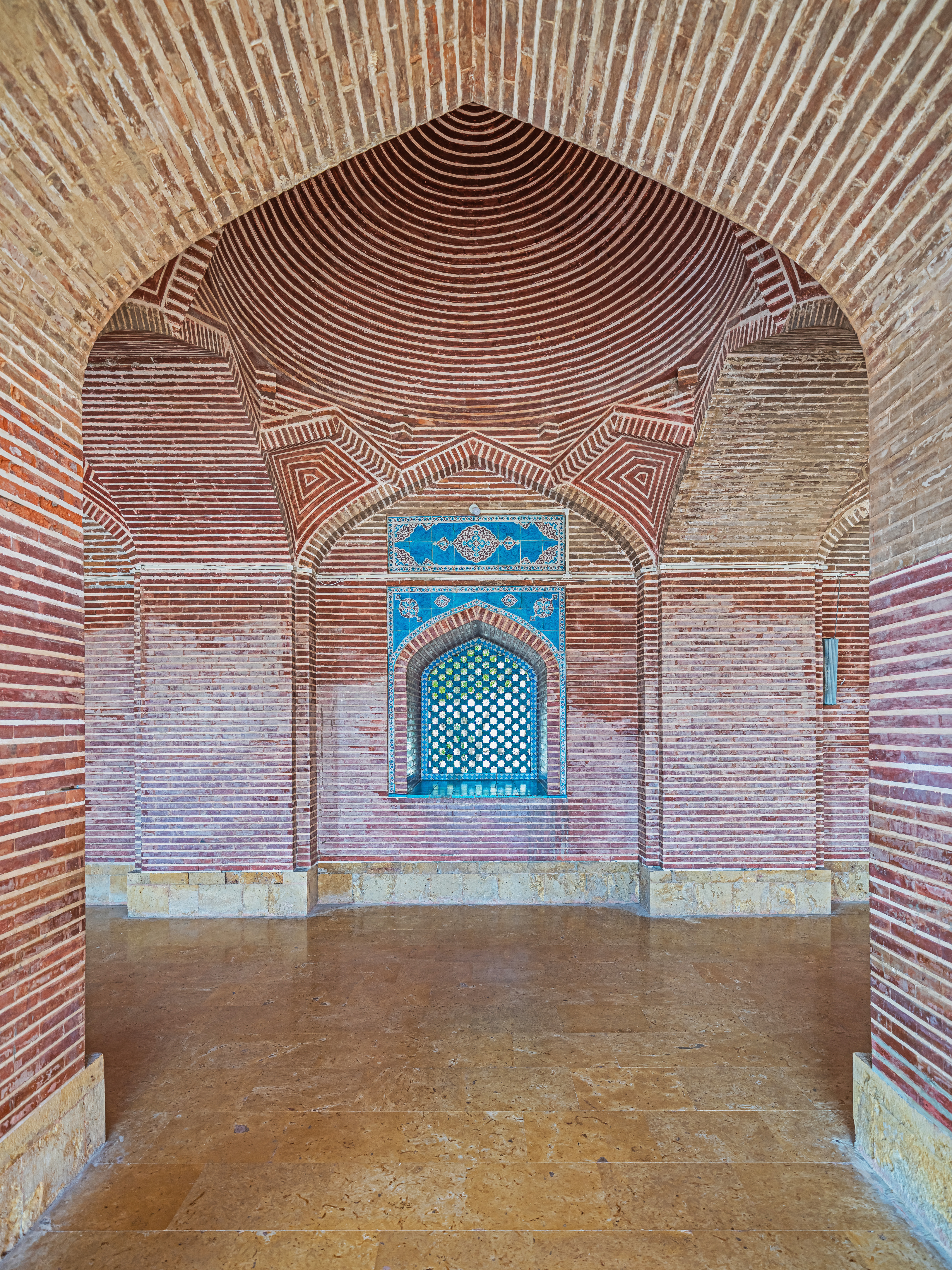
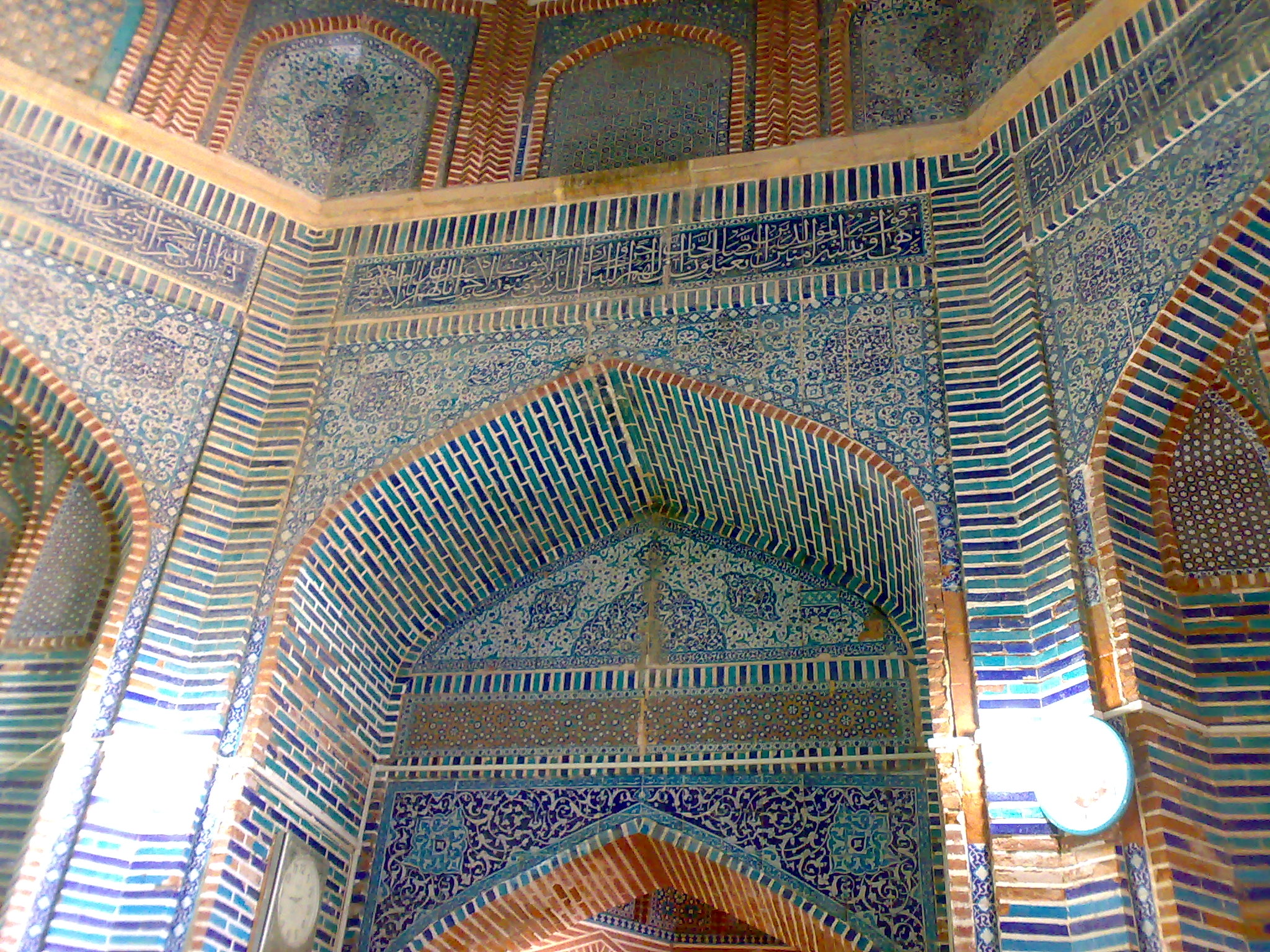
Elaborado azulejo azul en el interior
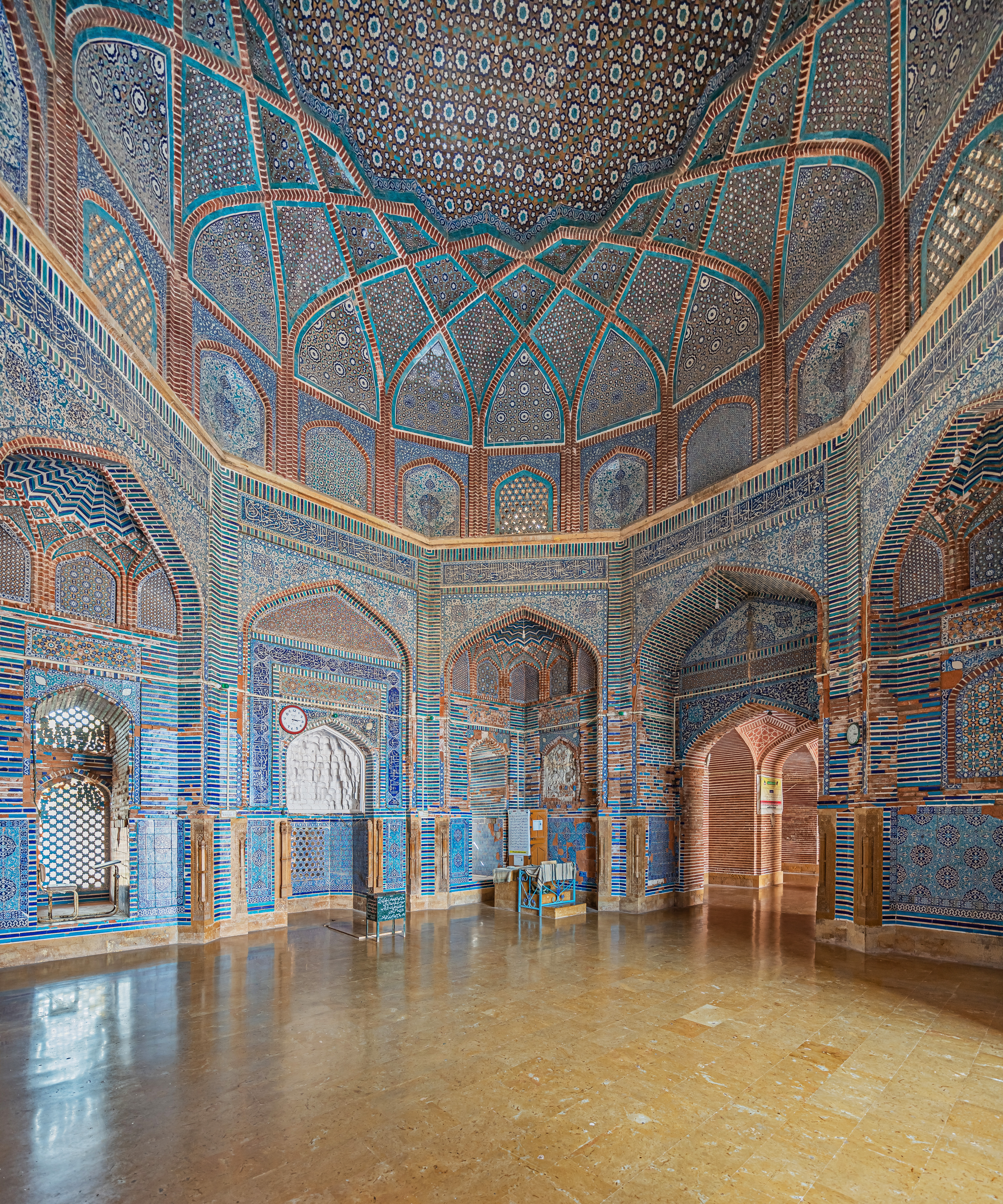
Sala con Mihrab-nicha y Minbar

Detalles
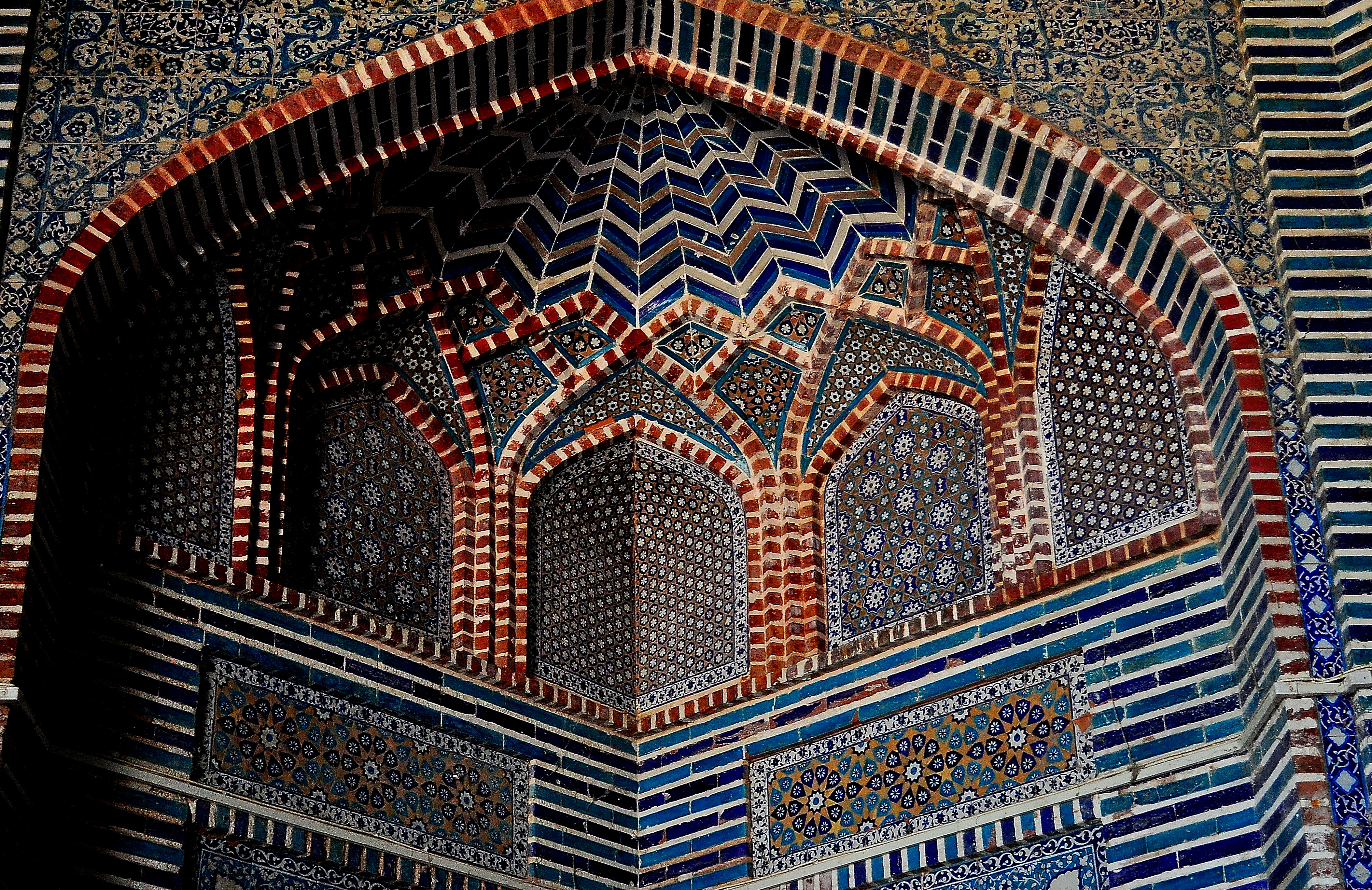
Decoración (detalle)
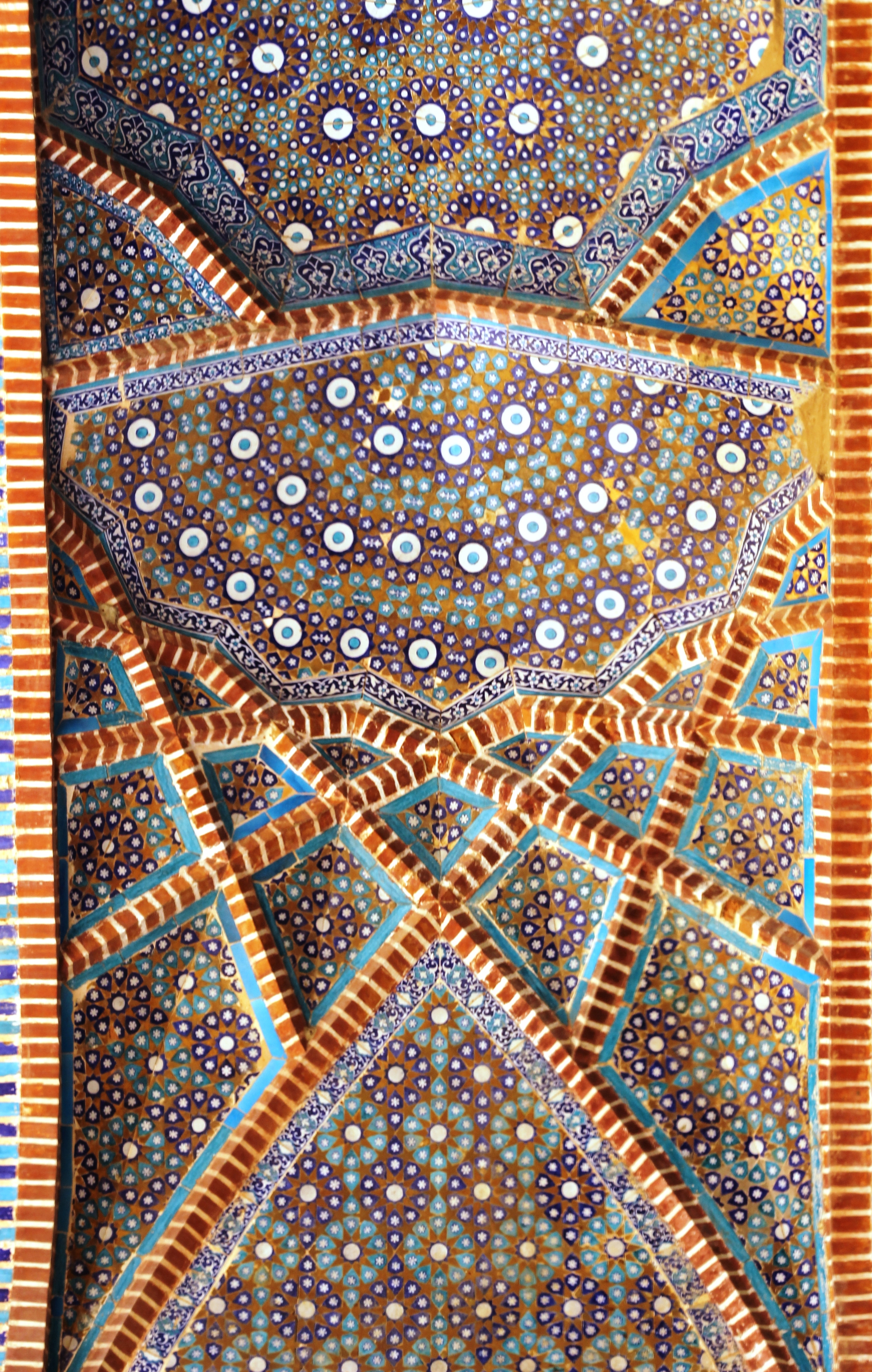
Decoración (detalle)
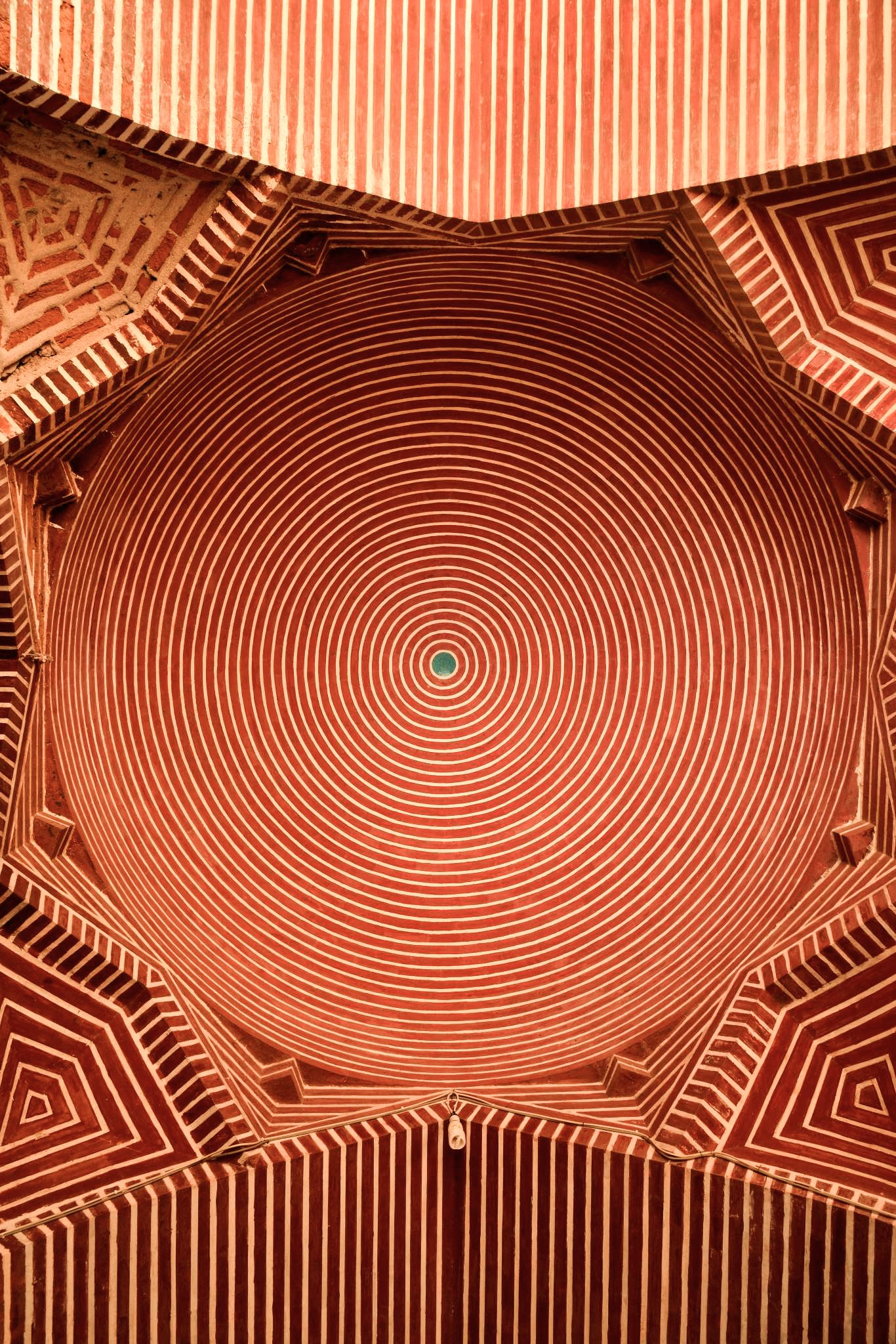
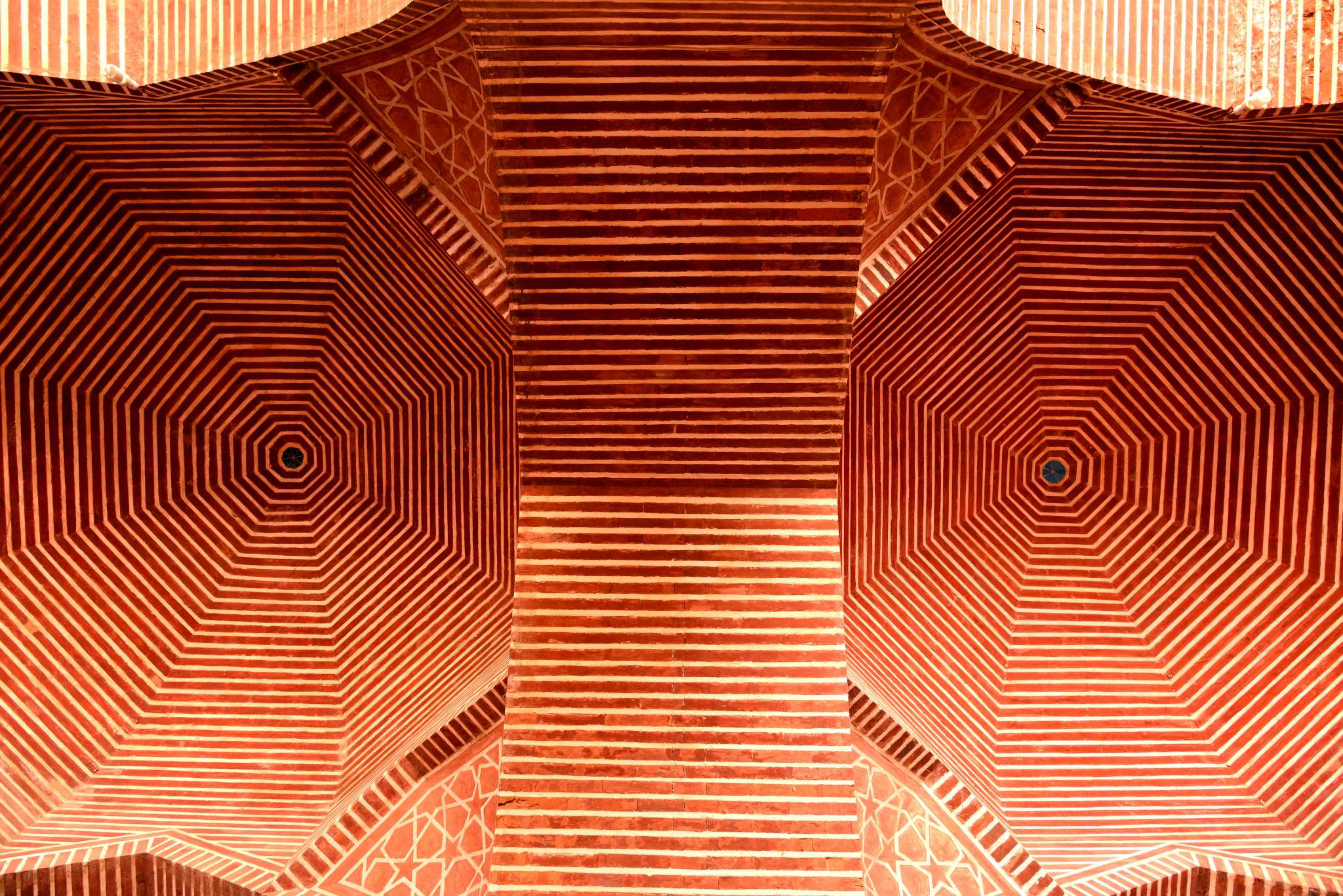
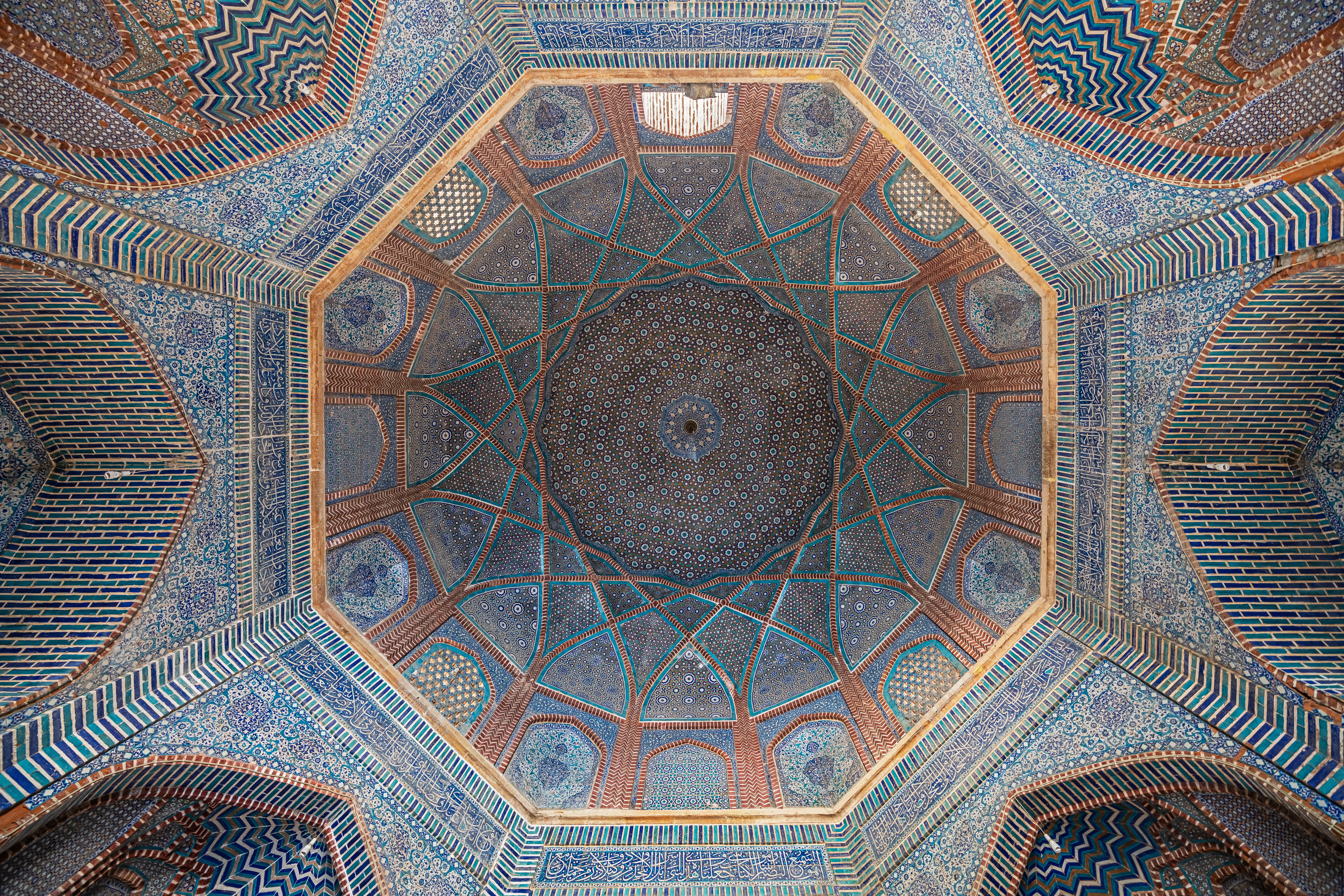
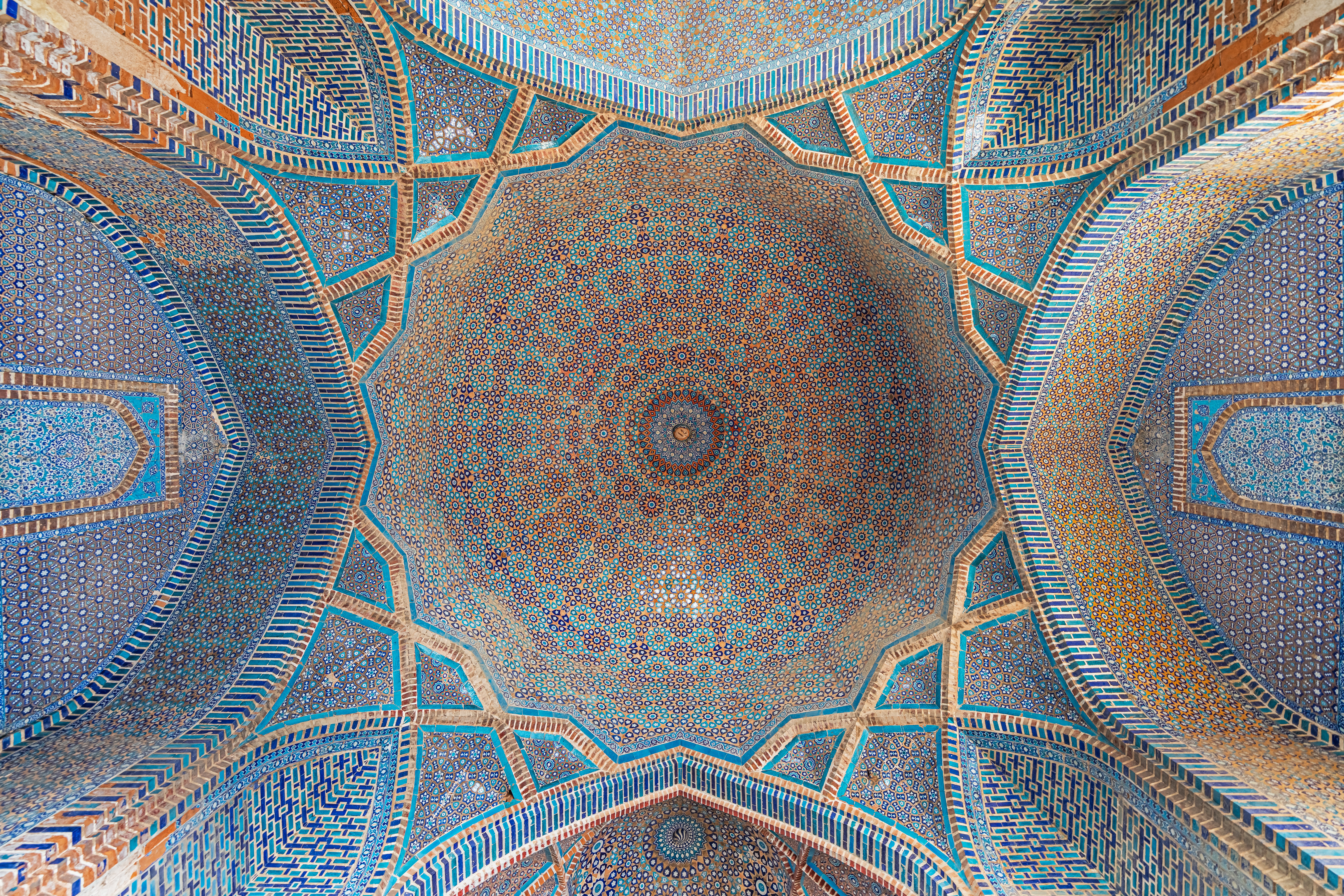